# Clotilde Dissard
Pour les articles homonymes, voir Dissard.
Clotilde Dissard, née Marie Joséphine Clotilde Loubaresse le 10 novembre 1873 à Saint-Dier-d'Auvergne, où elle est morte le 25 janvier 1918,, est une journaliste et féministe française.

## Biographie
Clotilde Loubaresse est née à Saint-Dier-d'Auvergne en 1873, fille de Pierre Loubaresse, horloger, et de Marie Joséphine Fayot,.
En 1894, elle épouse dans sa commune de naissance Antoine Dissard, préparateur à la faculté de médecine de Paris, et prend le nom de Clotilde Dissard.
En octobre 1895, elle fonde La Revue féministe, puis l'année suivante forme avec Alphonse Roux la Société nouvelle d'édition (Roux et Dissard), chargée de l'édition de la revue. La parution cesse en 1897.
Clotilde Dissard est l'auteur de plusieurs ouvrages sur la condition des femmes et leurs droits. Elle participe à affirmer une identité féminine, qui ne soit en rien secondaire ou inférieure, mais qui lui est spécifique : convaincue d'un « partage des qualités esthétiques » entre les sexes, elle explique, dans La Revue féministe que « [p]lus peut-être que par l’exquise simplicité de l’organisme, l’âme féminine est charmée par le brillant du coloris, la délicatesse des nuances, la chaude harmonie des teintes, la discrétion et la subtilité des parfums ».
Elle a également collaboré au journal La Fronde, et à la Revue internationale de sociologie, et a été présidente du Syndicat de la presse féministe. Elle s'est intéressée aux conditions de travail des femmes et aux harcèlements dont elles peuvent faire l'objet. Elle a aussi écrit sur la problématique de la prostitution.

## Publications

### Ouvrage
- Opinions féministes : à propos du Congrès féministe de Paris de 1896, Paris, V. Giard & E. Brière, 1896[13]

### Articles
(liste non exhaustive)
- « Impressions sur le Congrès féministe », in La Revue féministe, 1896
- « Le Congrès féministe de Paris de 1896 », in Revue internationale de sociologie, 1896
- « La traite des blanches », in La Fronde, 16 août 1899
- « La Protection du travail féminine », in La Fronde, 29 janvier 1900

## Sources
- Karen M. Offen, European Feminisms, 1700-1950. A political history, Stanford University Press, 2000